# Ipswich Witches
Ipswich Witches – żużlowy klub z Ipswich (Anglia). Zespół czterokrotnie zdobywał tytuł mistrza Wielkiej Brytanii

## Osiągnięcia
- Drużynowe Mistrzostwa Wielkiej Brytanii:
  - złoto: 4 (1975, 1976, 1984 i 1998)
  - srebro: 3 (1981, 1983 i 2019)
  - brąz: 4 (1974, 1982, 2000 i 2004)

- Knockout Cup:
  - złoto: 5 (1976, 1978, 1981, 1984 i 1998)

## Kadra drużyny
Stan na 10 lipca 2022
- Ben Barker
- Troy Batchelor
- Jason Doyle
- Danyon Hume
- Daniel King (kapitan)
- Erik Riss
- Anders Rowe
- Paul Starke